# Emine Göğebakan
Emine Göğebakan (12 de agosto de 2001) es una deportista turca que compite en taekwondo. Ganó una medalla de plata en el Campeonato Europeo de Taekwondo de 2022, en la categoría de –46 kg.

## Palmarés internacional
| Campeonato Europeo | Campeonato Europeo       | Campeonato Europeo | Campeonato Europeo |
| Año                | Lugar                    | Medalla            | Categoría          |
| ------------------ | ------------------------ | ------------------ | ------------------ |
| 2022               | Mánchester (Reino Unido) | Medalla de plata   | –46 kg             |